# Manta (Equador)
Manta é uma cidade portuária do Equador, situada na baía homônima da província de Manabí. Seu porto lhe dá uma importante função comercial, industrial, cultural e turística.
Possui um museu e sítios arqueológicos de diversas culturas ameríndias. População (1990): 125 505 habitantes.

No dia 16 de abril de 2016, um forte terremoto atingiu o litoral do Equador. A cidade de Manta foi uma das mais devastadas. 

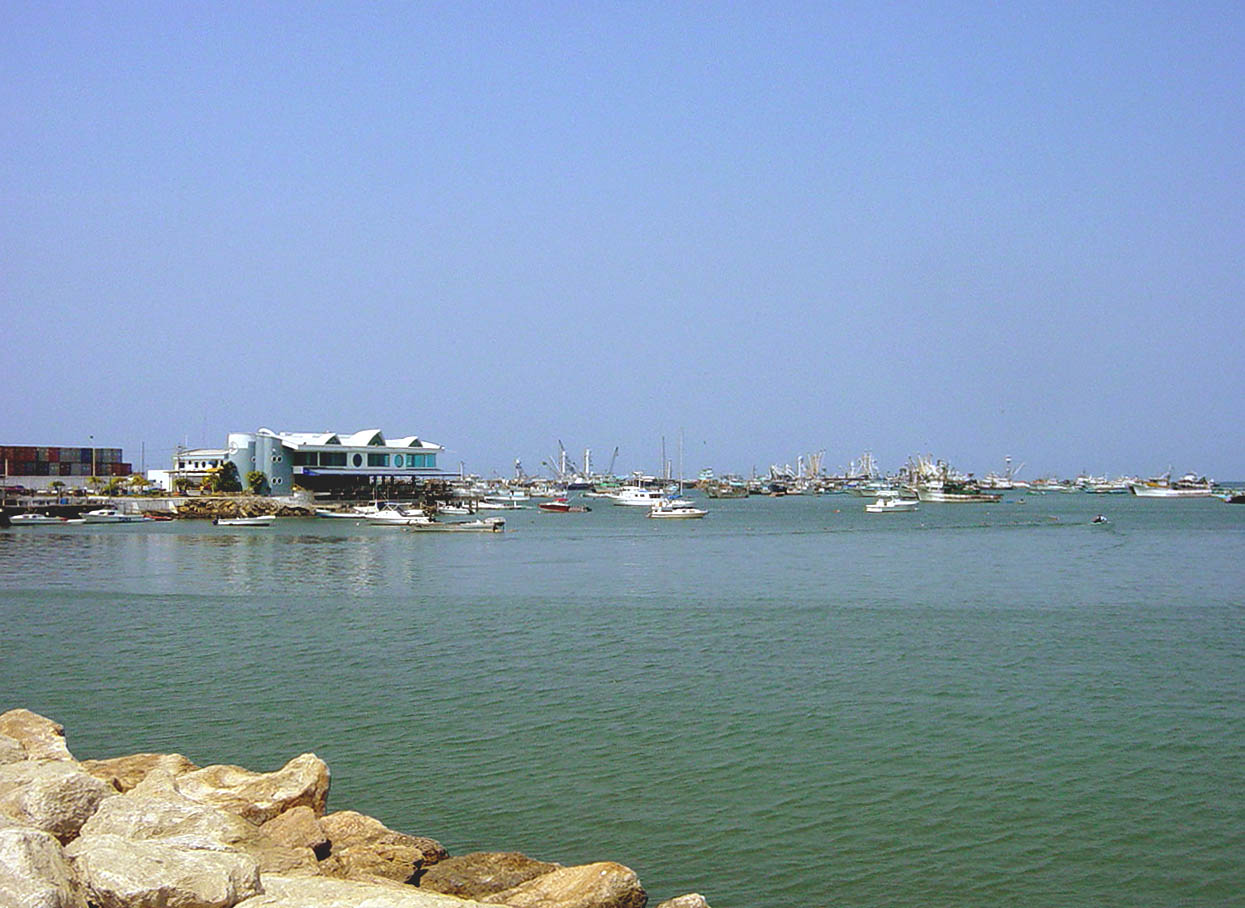
Vista da área portuária de Manta.

1. ↑  «Equador estima perdas com terremoto em US$ 3 bilhões | BOTUCATUBLOGGER». Consultado em 19 de abril de 2016. Arquivado do original em 11 de outubro de 2016